# Josef Hecken
Josef Hecken (né le 2 août 1959 à Neuwied) est un homme politique allemand.

## Biographie
Après l'abitur en 1978 à Bad Neuenahr-Ahrweiler et le service militaire, Hecken étudie le droit de 1980 à 1985 à Wurtzbourg et à Trèves. Il intègre l'Oberlandesgericht de Coblence.
En 1976, il rejoint la Junge Union puis en 1978 la CDU.
En tant que référent sur la gestion de l'eau et des déchets, il travaille pour le service administratif supérieur de l'État en Rhénanie-Palatinat au niveau de l'arrondissement de Coblence. En 1990, il devient chef du cabinet de Rudi Geil, ministre de l'Intérieur de Rhénanie-Palatinat. De 1991 à 1998, il est chef du cabinet du ministre fédéral du Travail Norbert Blüm ainsi que le directeur des ressources humaines du ministère. En 1998, il se met en disponibilité. Il obtient un poste de gestion du personnel chez Metro AG.
De 1999 à 2004, Josef Hecken est secrétaire d'État dans le ministère de la Sarre du Travail, de la Santé, des Affaires sociales et des Femmes auprès de la ministre Regina Görner. Lors des élections municipales de Sarrebruck en 2004, il est en tête au premier tour, mais perd au second le 19 septembre contre la candidate du SPD Charlotte Britz.
Il rejoint le cabinet Müller II le 6 octobre 2004 comme Ministre de la Justice, de la Santé, du Travail et des Affaires sociales puis le 3 septembre 2007 comme Ministre de la Justice, de la Santé et des Affaires sociales. En 2006, il préside la conférence des ministères des Länder du Travail et des Affaires sociales.
À cette fonction, Hecken approuve l'installation d'une pharmacie de la société néerlandaise DocMorris, ce qui est contraire à la réglementation allemande. DocMorris appartient à Celesio, une filiale de Franz Haniel & Cie, qui détient 30,01 % du conglomérat de distribution Metro AG, l'ancien employeur de Hecken. Le ministre-président de la Sarre Peter Müller, Josef Hecken et Fritz Oesterle, le président de Celesio, expliquent que le marché de la pharmacie doit être « libéralisé » en Allemagne. Peu après, Hecken persiste contre la loi en signant le permis pour l'exploitation. Toutefois, la Cour européenne de justice estime le 29 mai 2009 que les lois allemandes ne sont pas au contraire au droit européen, la pharmarcie de DocMorris doit fermer.
En mai 2008, Hecken démissionne du cabinet Müller II et devient président du Bundesversicherungsamt, administration fédérale. En décembre 2009, il est nommé secrétaire d'État du ministère fédéral du Travail. Mais après la démission du ministre Franz Josef Jung, le nouveau ministre Ursula von der Leyen choisit Gerd Hoofe comme secrétaire. Hecken devient cependant secrétaire de la Famille.
Le 1er juillet 2012, il est nommé successeur de Rainer Hess comme président du Comité mixte fédéral. Ce comité composé de représentants des compagnies d'assurance, des médecins, des dentistes, des psychothérapeutes, des hôpitaux et (sans droit de vote) des associations de malades décide des tarifs de soins de santé et la proportion du remboursement par l'assurance maladie fédérale.
En novembre 2013, le Spiegel rend publique une déclaration de Hecken au cours d'une réunion du comité, selon laquelle il n'y a pas besoin d'une psychothérapie pour tous les citoyens, mais d'une bonne bouteille de bière. Hecken reconnaît ce propos, mais que c'était de l'humour. Alors que les associations de patients et de professionnels de la psychiatrie réclament depuis des mois de nouveaux lieux de soins, ce trait passe mal.